# Джеф Друїн-Делор'є
Джеф Друїн-Делор’є (фр. Jeff Drouin-Deslauriers; 15 травня 1984, Сен-Жан-сюр-Рішельє, Квебек) - канадський хокеїст, воротар, в даний час грає за фарм-клуб «Міннесоти Вайлд» «Г'юстон Аерос» в Американській хокейній лізі з 2013 року.

## Кар'єра
Воротар розпочав свою кар'єру в клубі «Саг'юнейнс де Шикутімі» (Квебекська хокейна ліга юніорів). Обраний у Драфті НХЛ 2002 року під 32 номером у другому раунді клубом «Едмонтон Ойлерс». Після трьох сезонів в «Саг'юнейнс де Шикутімі» канадієць приєднався до «Едмонтон Ойлерс», але виступав за фарм-клуби: «Едмонтон Руад Руннерс» з Американської хокейної ліги та «Ґрінвілл Ґроул» з ECHL.
На початку сезону 2005/06 років Джеф виступає за «Гамільтон Бульдогс», цей сезон він закінчив передчасно через травму коліна, провівши всього лише 13 матчів. Сезон 2006/07 Друїн-Делор’є проводить у клубі АХЛ «Віклс-Беррі/Скрентон Пінгвінс» (провів 40 матчів), а в наступному сезоні за «Спрінгфілд Фелконс» відіграв 57 матчів, у жовтні 2008 року він дебютує в НХЛ за «нафтовиків» Едмонтона (провів 10 матчів). Зірковим для нього став сезон 2009/10 років, в основному складі «Едмонтон Ойлерс» він відіграв 48 матчів.
У липні 2011 Джеф підписав контракт на два роки з Анагайм Дакс, за який він провів 4 матчі і зрештою його обміняли в квітні 2013 до «Міннесоти Вайлд», виступає за фарм-клуб «Г'юстон Аерос» (АХЛ).

## Нагороди та досягнення
- 2002 Трофей Реймонда Лагасі.
- 2010 В команді усіх зірок Кубка Шпенглера у складі збірної Канади.